# 1975年11月18日月食
1975年11月18日月食为一次在协调世界时1975年11月18日出現的月全食。該次月食半影食分為2.161、全影食分為1.069。偏食維持了105分，全食維持21分。

## 概述
這次月食的食分是3.58，偏食維持了105分，全食維持21分。

## 基本參數
- 類型：月全食
- 食甚資料：
  - 日期：1975年11月18日
  - 時間：22:23
  - 月球位置：赤經3.58度、赤緯18.9度
  - 食分：半影食分：2.161、全影食分：1.069
  - 持續時間：偏食105分、全食21分

## 外部連結
- NASA月食專頁（页面存档备份，存于）（英文）